# Wechselschaltung
Die Wechselschaltung, Flurschaltung oder Hotelschaltung dient in der Elektroinstallation dazu, „Verbraucher“, meist eine oder mehrere Leuchten, von zwei Stellen aus ein- bzw. auszuschalten. Eingesetzt wird sie in kleinen Fluren, Dielen und Räumen mit zwei Eingängen. Für die Schaltung benötigt man zwei Wechselschalter, die es im Handel auch unter der Bezeichnung Aus-Wechselschalter gibt (reine Ausschalter werden von den meisten Herstellern nur noch für den osteuropäischen und asiatischen Markt produziert).

## Allgemeines

Schaltsymbol

Der Außenleiter (L) wird an einen der beiden Wechselschalter an der Klemme L (bei älteren Schaltern P) angeschlossen. Oft ist dieser Kontakt auch farblich gekennzeichnet (z. B. rot). Das Gleiche gilt für die Ader, die vom zweiten Wechselschalter zur Leuchte geht (sog. „Lampendraht“, in der Zeichnung weiß). Die in der Zeichnung verwendeten Farben für die Adern dienen nur zur Veranschaulichung – lediglich der Schutzleiter (PE) muss laut den in Deutschland gültigen VDE-Normen grün-gelb und der Neutralleiter (N) blau sein. Für andere Leitungen dürfen diese Farben sowie rot, gelb und grün nicht verwendet werden.
Durch Auftrennung der beiden Korrespondierenden (in der Zeichnung violett) und Anschluss der vier Aderenden an einen Kreuzschalter kann man die Wechselschaltung zu einer Kreuzschaltung (drei Schaltstellen oder mehr) erweitern. In Fällen von drei oder mehr Schaltstellen ist die Installation aber oft einfacher, wenn man einen Stromstoßschalter und mehrere Taster einsetzt.

## Schaltung

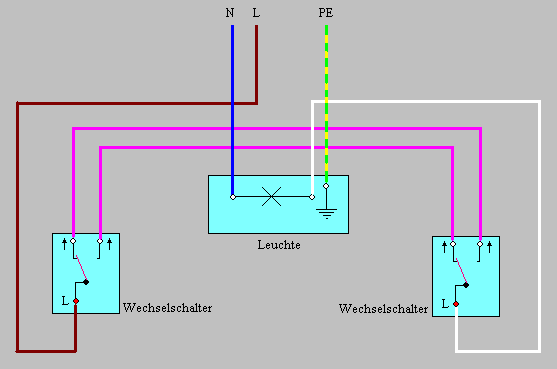
Stromlaufplan einer Wechselschaltung in zusammenhängender Darstellung

| Aus | An |
| --- | -- |
|     |    |
|     |    |

 Wenn Neutralleiter und Schutzleiter zum linken Wechselschalter mitgeführt werden, kann man dort eine Steckdose installieren. Wenn Neutralleiter (und Schutzleiter) zum rechten Wechselschalter mitgeführt werden, so kann dort eine Kontrollleuchte eingebaut werden, die leuchtet, wenn die Lampe eingeschaltet ist.

### Weitere Versionen der Wechselschaltung
- Wechselschaltung mit Kontrollleuchten
- Sparwechselschaltungen:
  - Sparwechselschaltung: Wenn unter dem zweiten Schalter eine oder mehrere Steckdosen montiert werden, wird dort eine Ader eingespart: Es reicht dann eine fünfadrige Leitung zur Schalter- und Steckdosenkombination.
  - Hamburger Schaltung, nach VDE 0100 nicht zulässig: Hier wird der Neutralleiter geschaltet, um eine Ader einzusparen.

## Andere Schaltungen
Weitere Schaltungen in der Elektroinstallation sind
- Ausschaltung
- Serienschaltung
- Kreuzschaltung
- Tasterschaltung